# Leptagrion cyanostigma
Leptagrion cyanostigma là loài chuồn chuồn trong họ Coenagrionidae. Loài này được Machado mô tả khoa học đầu tiên năm 2012.